# خلیل‌الله شاه
میر خلیل الله شاه یا خلیل الله شاه هراتی (درگذشت ۱۰۳۵ ه‍.ق) ملقب به «پادشاه قلم» و «قلندر» از خوشنویسان و نستعلیق‌نویسان ایرانی اواخر سده دهم و اوایل سده یازدهم هجری بود که مدتی در هند و دربار ابراهیم عادل‌شاه ثانی (۹۸۸–۱۰۳۵ه‍.ق/۱۵۸۰-۱۶۲۶م) امیر دکن به خوشنویسی مشغول بوده‌است.
میر خلیل‌الله شاگرد سیداحمد مشهدی بود و تذکره‌نویسان قدیمی‌تر او راشاگرد محمودبن اسحاق شهابی و از مردم هرات ذکر کرده و به‌او لقب «قلندر» نیز داده‌اند.
وی برادرزادهٔ محمدحسین باخرزی بود و در خوشنویسی از عموی خود برتری داشت. او در مشهد سکونت داشت و در سفری که شاه‌تهماسب صفوی به مشهد آمد، از میر خلیل‌الله سرمشق گرفت و در بازگشت شاه به‌عراق، میر خلیل‌الله نیز همراه او به قزوین رفت. بعدها سفری به کاشان کرد و از آنجا به هندوستان رفت و در دکن اعتبار زیادی یافت و تمکن او به حدی رسید که یکبار هدیه‌ای به ارزش دویست تومان برای شاه تهماسب از نفایس هندوستان فرستاد. او ملقب به «پادشاه قلم» و ممدوح شعرا شد. شاعر نامدار ظهوری ترشیزی (درگذشت ۱۰۲۵ق) از معاصران میر خلیل‌الله بود که او را در خوشنویسی بسیار مدح کرده‌است. میر خلیل الله شاه خود نیز شعر می‌سروده است.
موقعیت اجتماعی او چنان رشد کرد که یکبار عادل‌شاه او را به‌عنوان سفیر به دربار شاه عباس فرستاد. در دربار شاه عباس قربت یافت ومدعی شد از میرعماد بهتر می‌نویسد و شاه از علی‌رضا عباسی خواست در این باره نظر دهد و او خط میر خلیل الله را به خط میرعماد ترجیح داد.

## آثار و امضاء
از وی چندین قطعه به‌قلم دودانگ خوش باقی مانده که برخی از آن‌ها دارای این رقم‌ها هستند: "مشّقه‌العبد خلیل‌الله"؛ "فقیرالمذنب خلیل‌الله"؛ "خلیل‌الله" و "کتبه خلیل‌الله‌الحسینی"؛ صفحهٔ اول از "گلستان" سعدی، به‌قلم کتابت جلی عالی، با رقم: "کتبه‌الفقیر خلیل‌الله غفر ذنوبه".